# Château de Ricquebourg
Cet article concerne le château dans l'Oise. Pour le manoir dans le Pas-de-Calais, voir Château de Ricquebourg (Pas-de-Calais).
Le château de Ricquebourg est un château situé à Ricquebourg, dans le département de l'Oise en région Hauts-de-France.

## Situation et construction
Placé au milieu d'un domaine boisé de 44 hectares sur une île artificielle dans un étang, l'édifice a été construit en 1712 sur pilotis à partir des fondations d'une ancienne forteresse en ruine ou d'un ancien manoir féodal selon les sources.
Au fil des années, le bâtiment a subi des transformations (retrait d'un étage notamment) et un jardin paysagé à l'anglaise y a été créé à la fin du XIXe siècle par des propriétaires anglais.

## Propriété
Le premier propriétaire est Thomas Rivié, un aide-maréchal ferrant qui, après avoir sauvé le cheval préféré de Louvois, ministre de Louis XIV, obtient son anoblissement comme Secrétaire du roi et la fourniture exclusive de chevaux pour l'artillerie royale.

## Protection
En tant que monument sélectionné par la mission d'identification du patrimoine immobilier en péril, il fait partie des projets prioritaires du loto du patrimoine. Le jardin d'agrément du château est considéré dans l'Inventaire général du patrimoine culturel.